# Schloss Spielberg (Oberschweinbach)

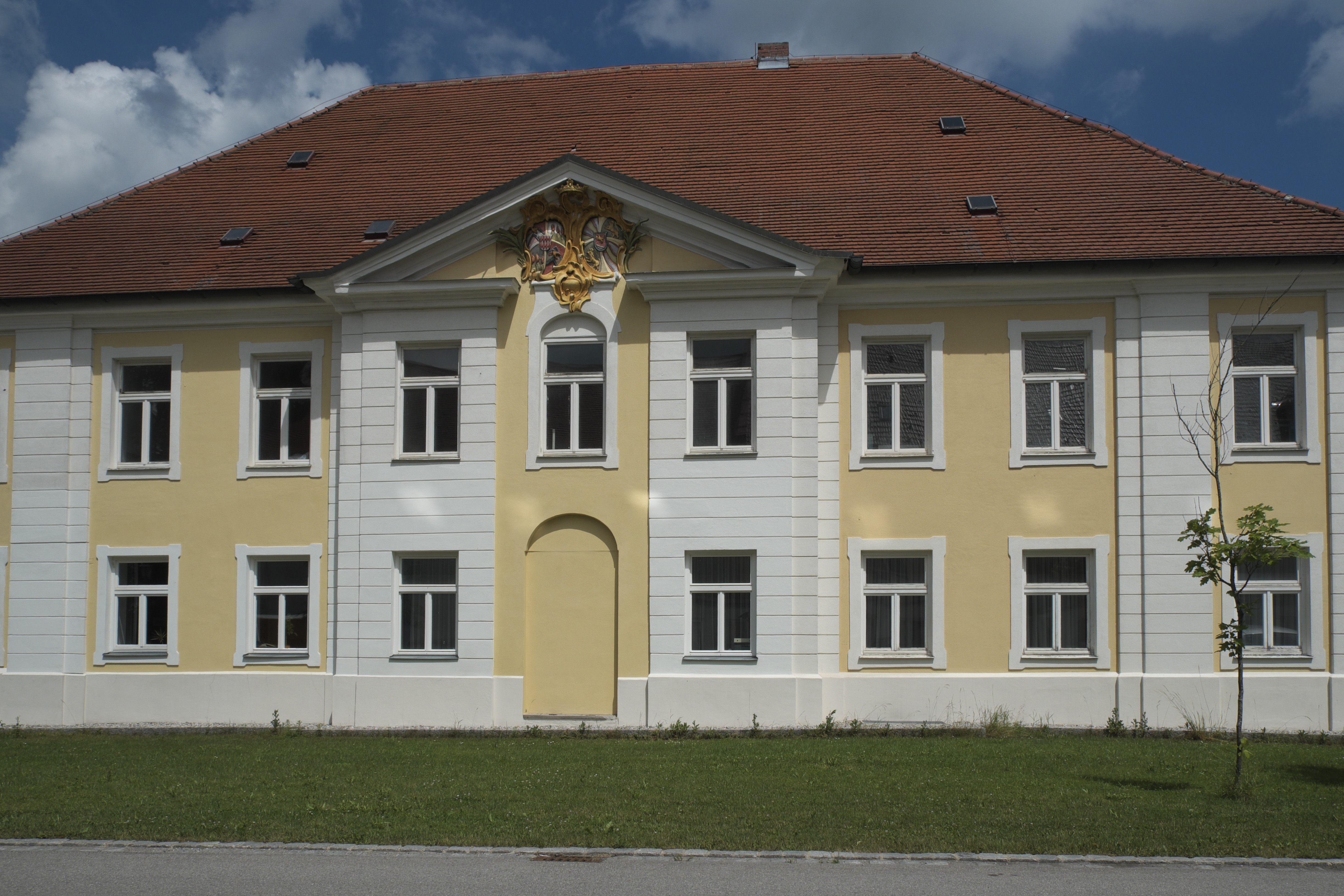
Schloss Spielberg

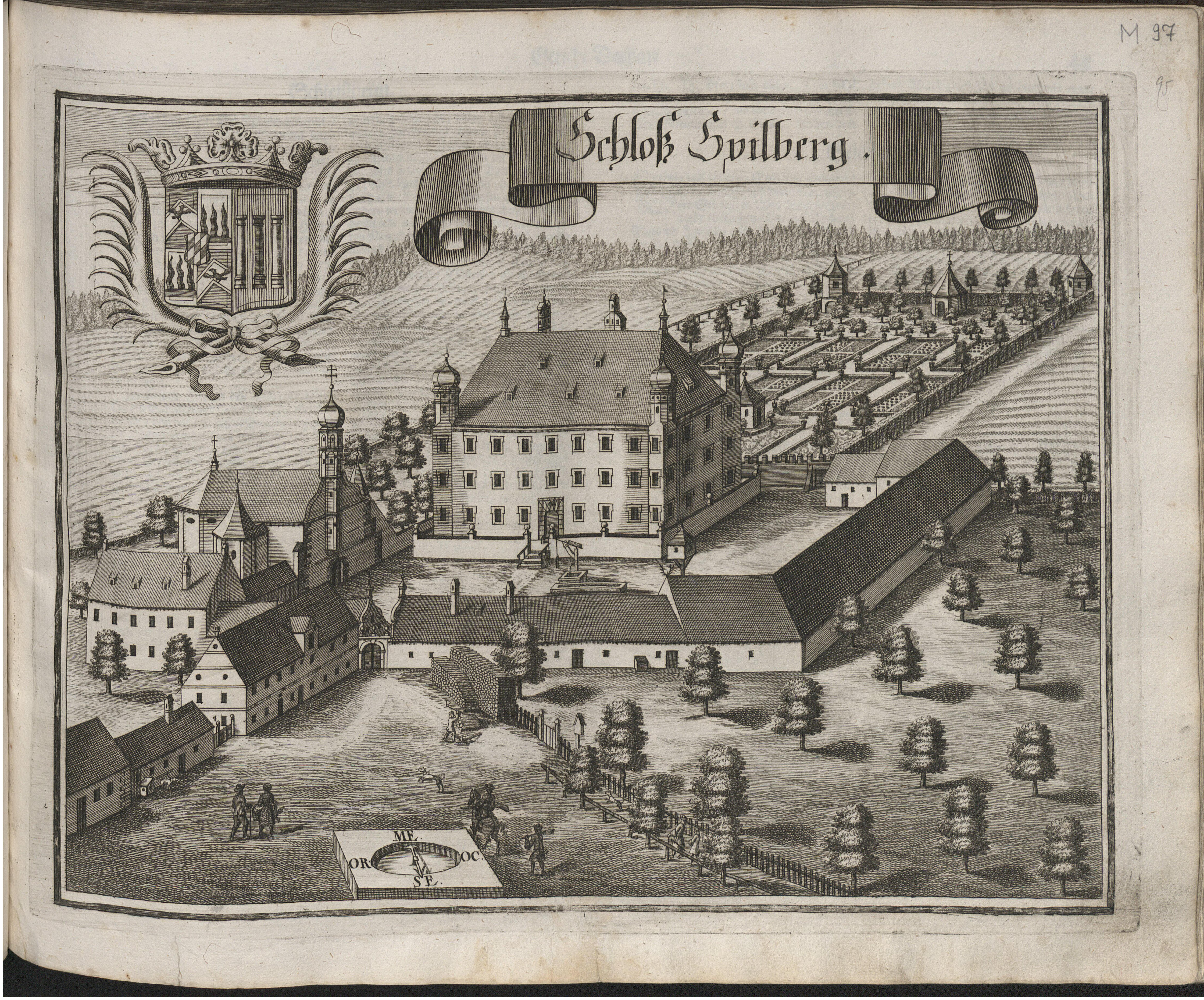
Schloss Spielberg nach einem Stich von Michael Wening (um 1720)

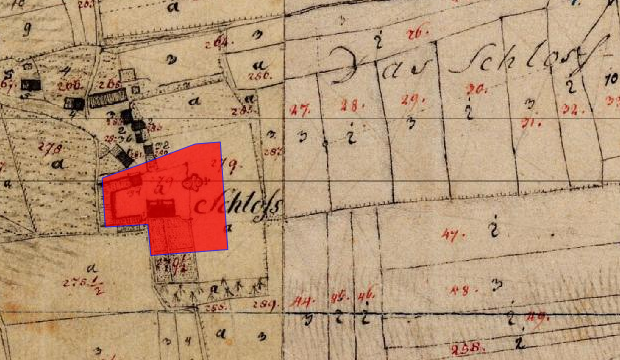
Lageplan von Schloss Spielberg (Oberschweinbach) auf dem Urkataster von Bayern

Schloss Spielberg ist ein Schloss, das Teil des ehemaligen Klosters Spielberg der Franziskanerinnen in Spielberg (Kajetanweg 5) war. Es steht in einem Ortsteil der Gemeinde Oberschweinbach im bayerischen Landkreis Fürstenfeldbruck und ist der Nachfolgebau einer Burg an dieser Stelle.

## Geschichte
Um 1150 wurde von den Herren von Spielberg am Ort des heutigen Schlosses eine Burg erbaut.
Diese kam nach 1548 an Hans Welser, um 1600 durch Heirat an Hieronymus Imhoff, 1640 durch Heirat an Georg Konrad von Lerchenfeld und blieb in dieser Familie bis 1820.
Die benachbarte Schlosskapelle St. Cajetan wurde 1588 erbaut und Ende des 17. Jahrhunderts um zwei Seitenkapellen erweitert. 1600–1640 gehörten die Hofmarken Spielberg und Oberschweinbach der Augsburger Linie der Patrizierfamilie Imhoff. Sie ließen 1624 die Burg abbrechen und durch ein viertürmiges Barockschloss ersetzen, das später in reduzierter Form im Stil des Rokoko umgestaltet wurde.
1899 erwarben Franziskanerinnen aus dem Kloster Reutberg das Schloss, richteten eine Kapelle und ein Altenheim ein und gründeten das Franziskanerinnenkloster Spielberg, das bis zum Kauf des Areals 1998 durch die Gemeinde Oberschweinbach bestand. Jetzt befindet sich dort das Rathaus der Gemeinde Oberschweinbach.

## Beschreibung
Das Schloss ist ein zweigeschossiger Walmdachbau mit Mittel- und Seitenrisaliten auf einem Hochkeller. Zu dem Schloss gehören die ehemalige Schlosskapelle St. Cajetan (ein spätgotischer Saalbau mit dreiseitigem Chorschluss, Seitenkapelle und schlankem Westturm mit Spitzhelm, von 1588, barocker Ausbau 1690) sowie ein ehemaliges Wohnhaus des Klosterspirituals oder Torwächterhaus, sogenanntes Prälatenhaus (zweigeschossiger Satteldachbau mit Rundgiebel, wohl frühes 19. Jahrhundert), ebenso ein ehemaliges Wirtschaftsgebäude mit Remise, Stallung und Heuboden.
Heute ist das Areal als landschaftsprägendes Bodendenkmal D-1-7732-0149 mit der Beschreibung „untertägige Teile der Burg des Mittelalters sowie des Schlosses der frühen Neuzeit mit spätmittelalterlicher Kapelle im Bereich des Klosterguts Spielberg“ vom Bayerischen Landesamt für Denkmalpflege erfasst. Ebenso ist es unter der Aktennummer D-1-79-140-5 als denkmalgeschütztes Baudenkmal von Spielberg verzeichnet.